# ミヤナガ
株式会社ミヤナガは兵庫県三木市に本社を置く企業であり、主にコンクリートドリル・超硬工具・ダイヤモンド工具及び製造工具の販売並びに施工を目的としている株式会社である。

## 沿革
- 1916年9月 - 宮永鉄工所設立。
- 1964年10月 - 株式会社ミヤナガ設立。
- 1995年11月 - ISO 9001認証取得。
- 2001年12月 - 米国現地法人(MAC)設立。

## 概要
- 各種工具穴あけ製造メーカーであり、近年では「デルタゴンビット」・「ポリクック・システム」の新商品を開発した。

## 本社所在地
三木本社
- 三木市福井2393番地

第二工場
三木市別所町巴19番地

## 支店・営業所・事務所
- 支店（2000年以降は支店・営業所すべてが営業員の自宅を使用した在宅営業活動に転換している）
  - 東京支店
  - 大阪支店

- 営業所
  - 札幌営業所
  - 大宮営業所
  - 厚木営業所
  - 名古屋営業所
  - 広島営業所
  - 福岡営業所

- 現在は担当エリア毎に2～5名のエリア員と、エリア統括するマネージャーを配置している

在宅営業の区分
- - 北海道エリア（旧札幌営業所）
  - 東北エリア
  - 信越・北陸エリア
  - 関東エリア｛旧大宮厚木の営業所→東西関東エリア→関東エリアと変更｝
  - 中部エリア
  - 関西エリア
  - 中四国エリア
  - 九州エリア
  - 環日本海エリア｛詳細不明　沖縄とアジア方面対応？｝

- 事務所（海外拠点のみ）
  - シカゴ事務所 （アメリカ合衆国）
  - シュツットガルト事務所 （ドイツ）